# Федецький Альфред Костянтинович
Альфре́д Костянти́нович Феде́цький (1857, Житомир — 21 липня 1902, Мінськ) — український фотограф польського походження, перший український оператор хроніко-документальних фільмів.

## Біографія
Народився в сім'ї польських шляхтичів. Федецькі жили у Варшаві, а потім переїхали до Києва.
Дитяче захоплення фотографією переросло в бажання присвятити життя фотомистецтву. Тож батьки направили Альфреда на навчання у Фотографічний інститут при Віденській академії мистецтв.

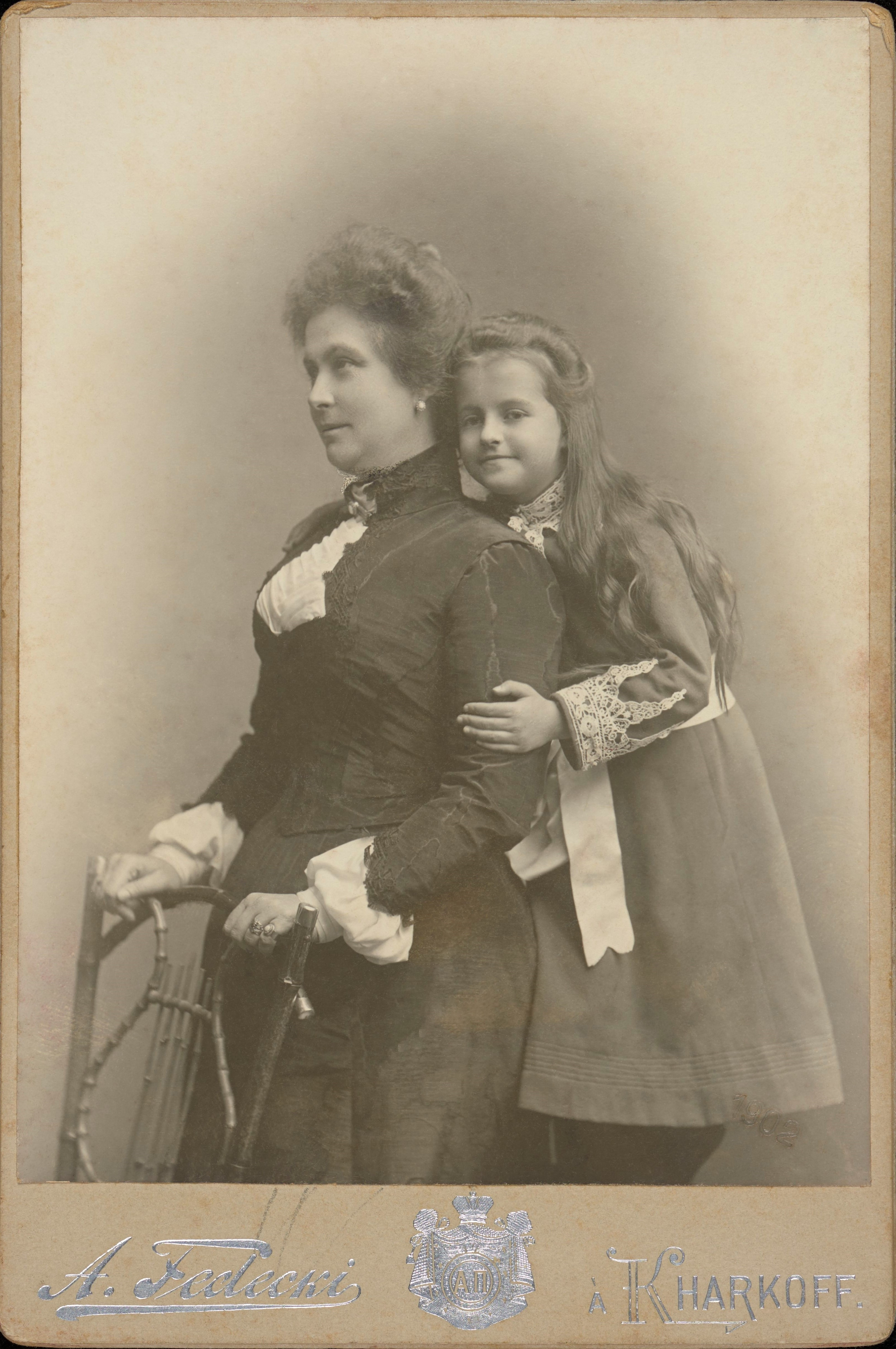
Фото Федецького

1880 — закінчивши навчання у Відні, Альфред повернувся до Києва і став працювати у фотоательє Влодзімежа Висоцького. Для молодого фотографа Висоцький став і професійним наставником, і духовним учителем. Він прищепив Альфредові не лише фахові навички, але й свої погляди на мистецтво, які Федецький сповідував до кінця життя.
За 6 років роботи в Києві Федецький зробив чимало чудових фоторобіт, набув необхідного досвіду для самостійної роботи. На ім'я харківського губернатора він написав прохання про дозвіл відкрити в Харкові власне фотоательє. Через 3 місяці отримав дозвіл за № 2821 від 3 червня 1886 року «на право виконання фотографічних робіт».
Удосконалив кінознімальний апарат, яким від 1896 року вперше в Україні почав знімати хронікальні фільми.
2 грудня 1896 — у приміщенні Харківського оперного театру (тепер — обласна філармонія) Федецький провів перший в Україні публічний кіносеанс.
Помер у Мінську, похований у Харкові.
Фотографії з харківської майстерні Альфреда Федецького є предметом колекціонування. Збірка цих фото знаходиться, зокрема, у фондах історико-культурному комплексі «Замок Радомисль»

## Творчість
Фільми 1896 року:
- Джигітування козаків 1-го Оренбурзького козацького полку
- Відхід потягу від Харківської станції
- Хресний хід з Куряжа у Харків
- Народні гуляння на Кінній площі в Харкові

Фільми 1897 року:
- Фокусник Альбані

Розробляв кольорову фотографію.

## Роботи

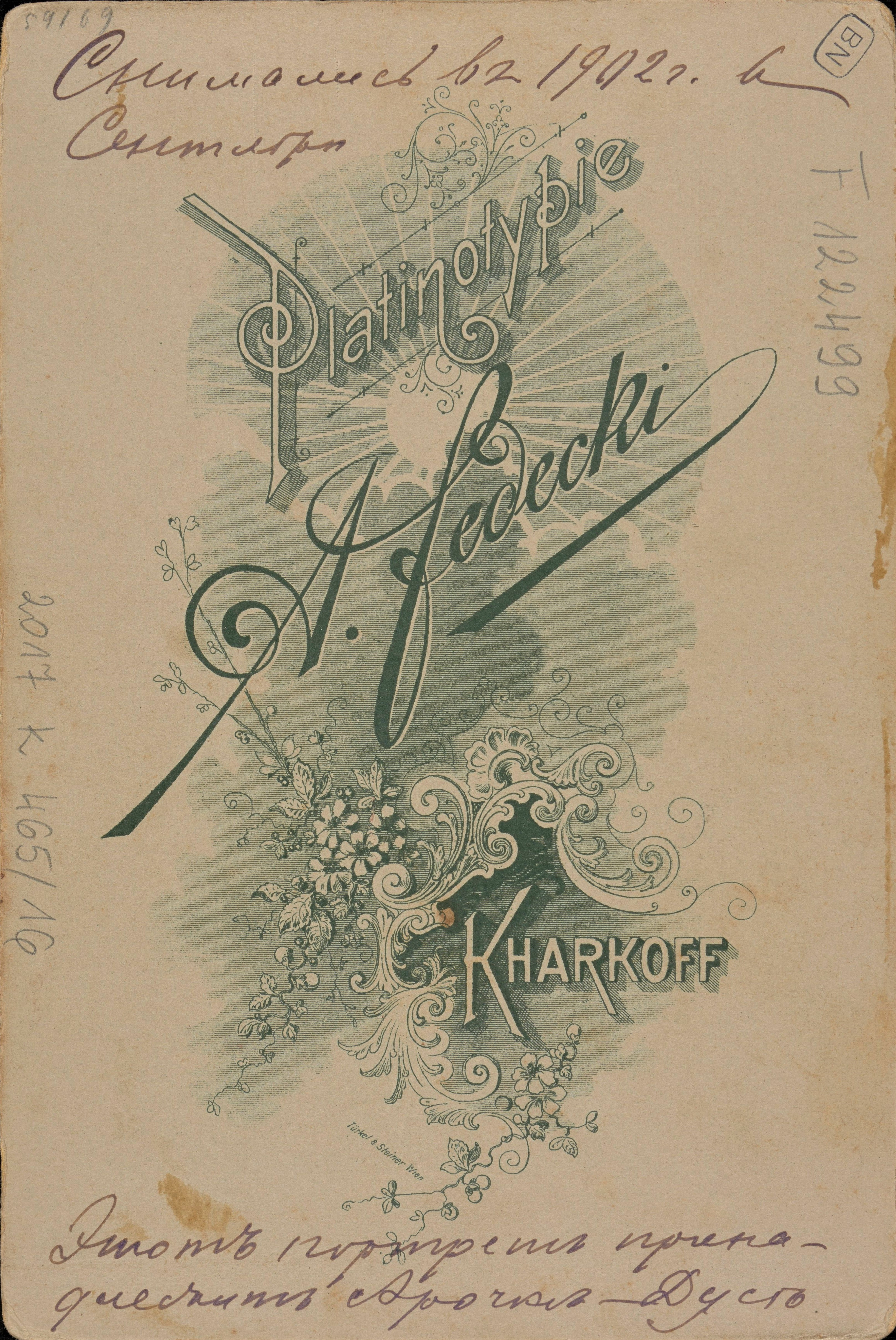
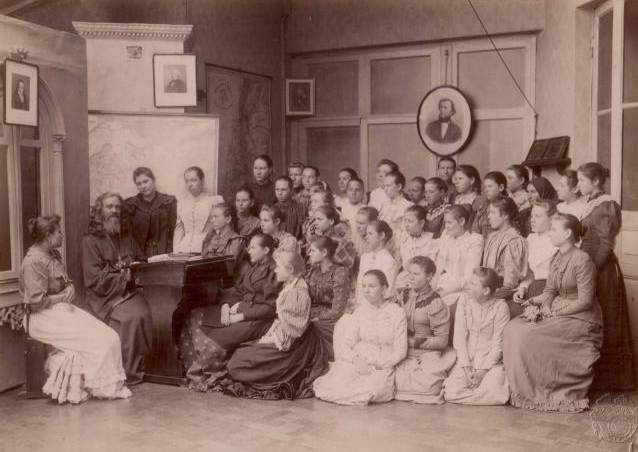
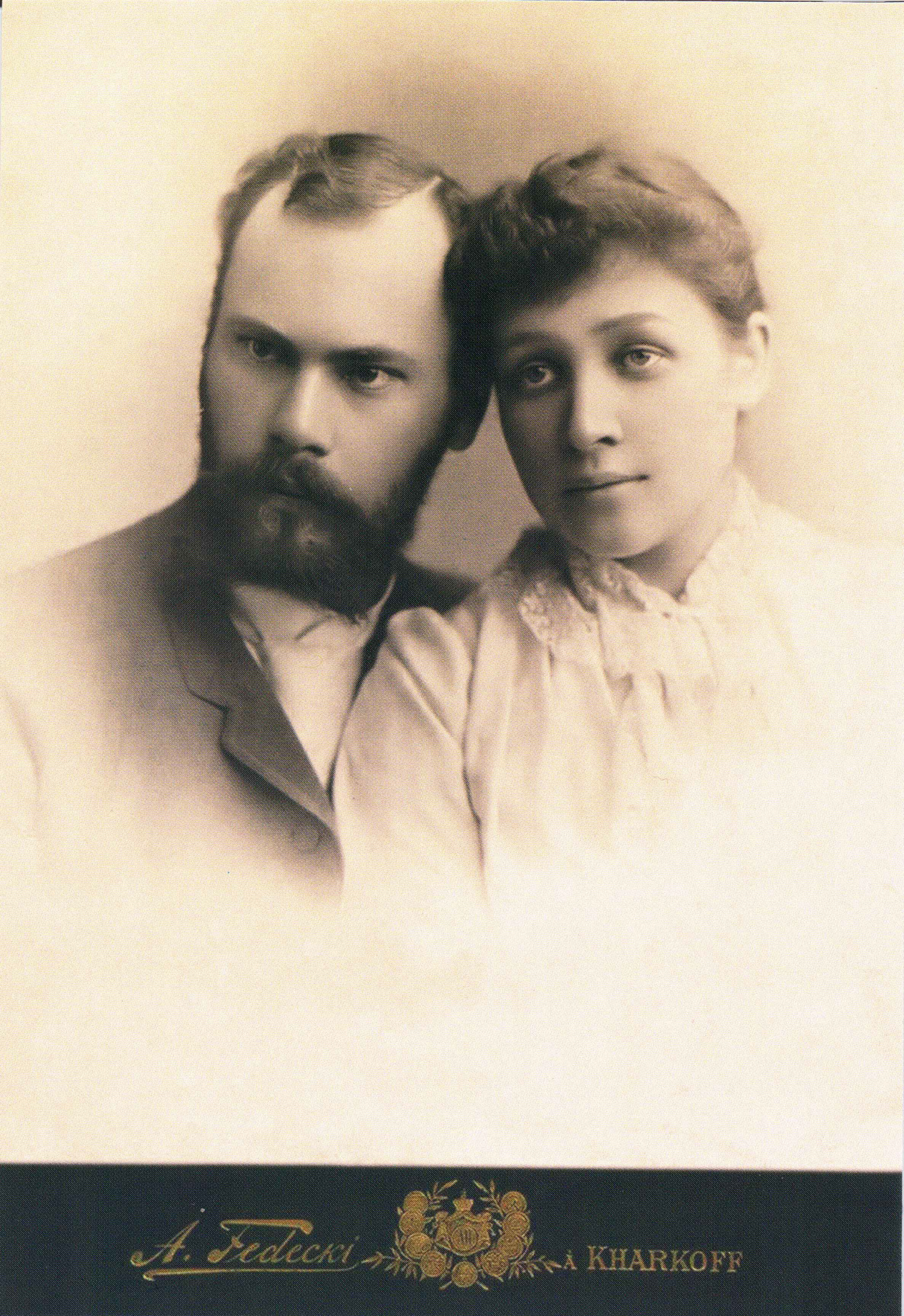
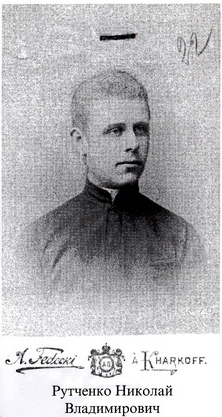